# Lactuca perennis
La lattuga rupestre (nome scientifico Lactuca perennis L., 1753) è una specie di pianta angiosperma dicotiledone della famiglia delle Asteraceae.

## Etimologia
Il nome generico (lactuca) deriva dall'abbondanza di sacchi latticinosi contenuti in questa pianta (una linfa lattea nel gambo e nelle radici). L'epiteto specifico (perennis) fa riferimento al ciclo biologico della pianta (= perenne), mentre quello comune (rupestre) fa riferimento all'habitat tipico di queste piante.

Il binomio scientifico della pianta di questa voce è stato proposto da Carl von Linné (1707 – 1778) biologo e scrittore svedese, considerato il padre della moderna classificazione scientifica degli organismi viventi, nella pubblicazione "Species Plantarum" del 1753.

## Descrizione

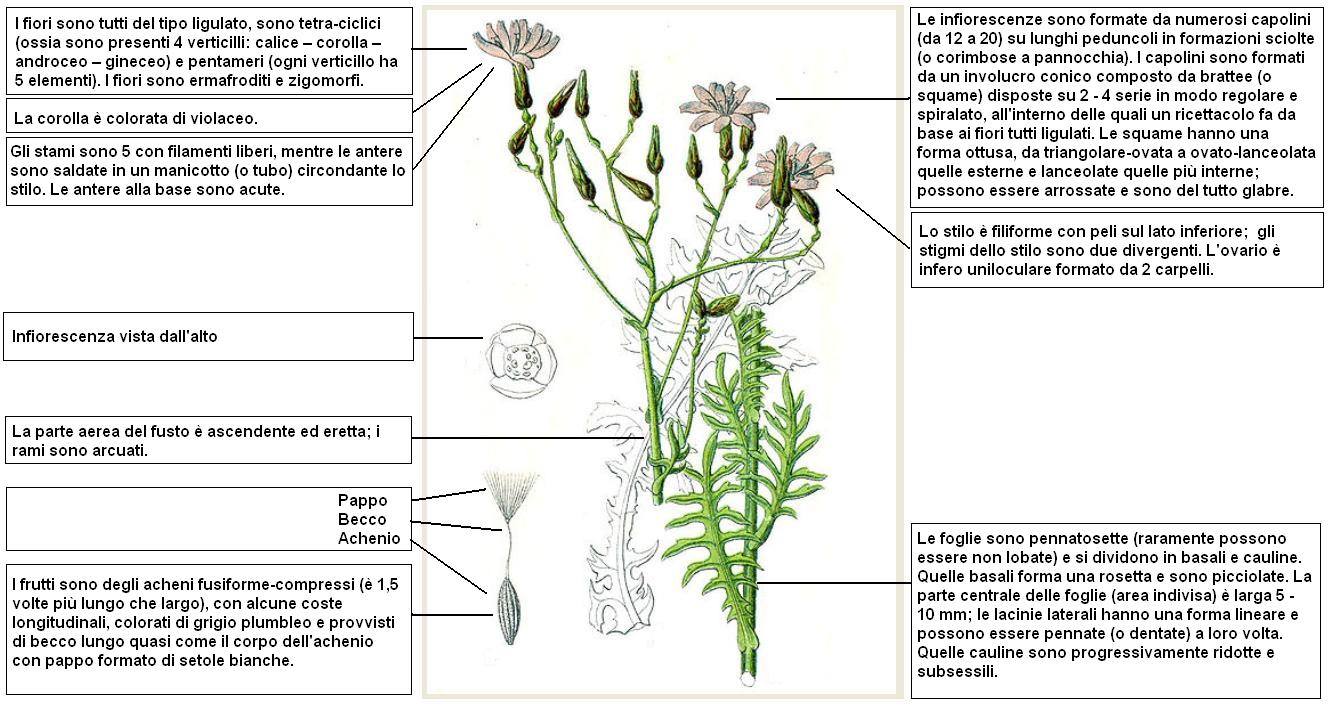
Descrizione delle parti della pianta

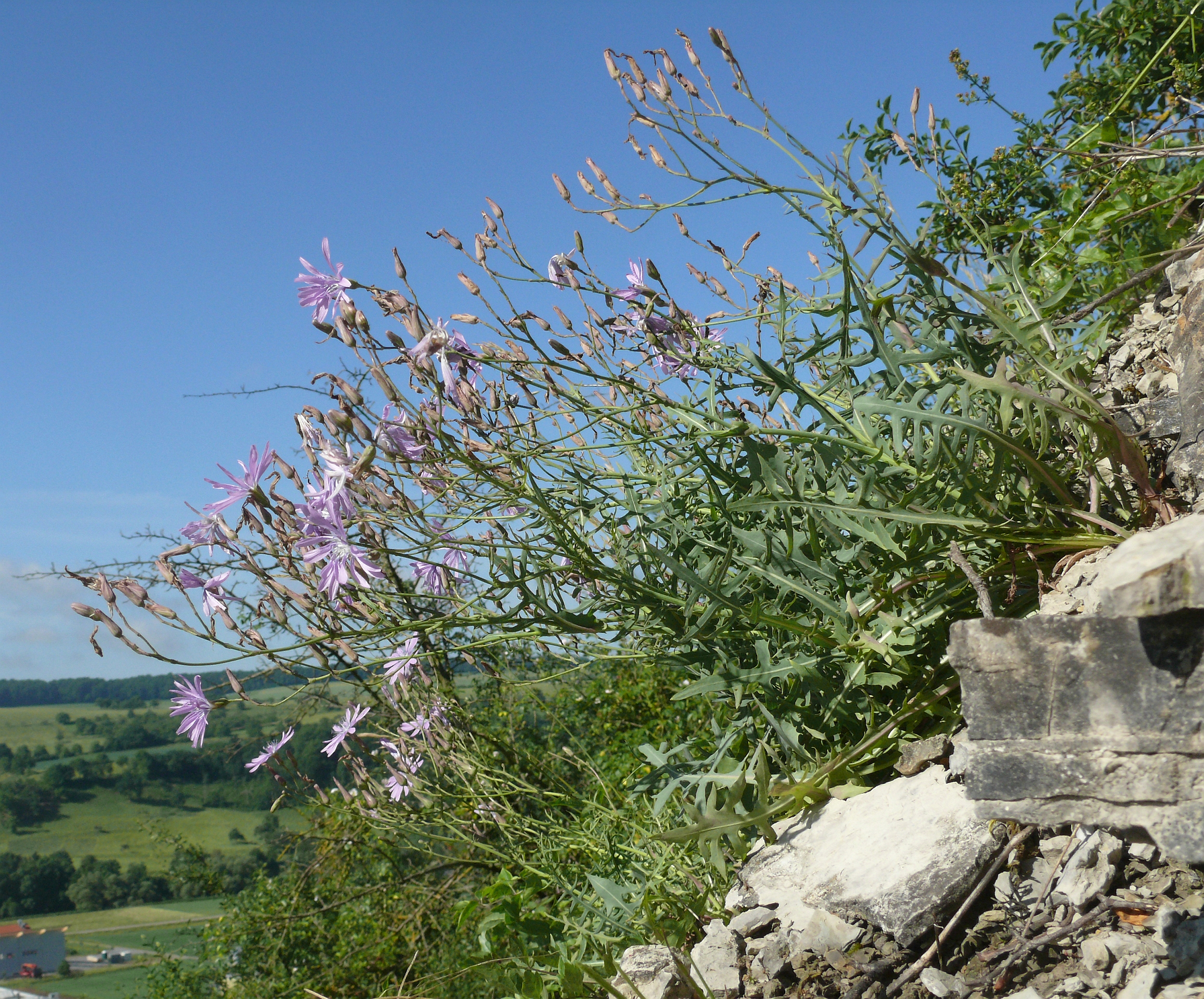
Il portamento

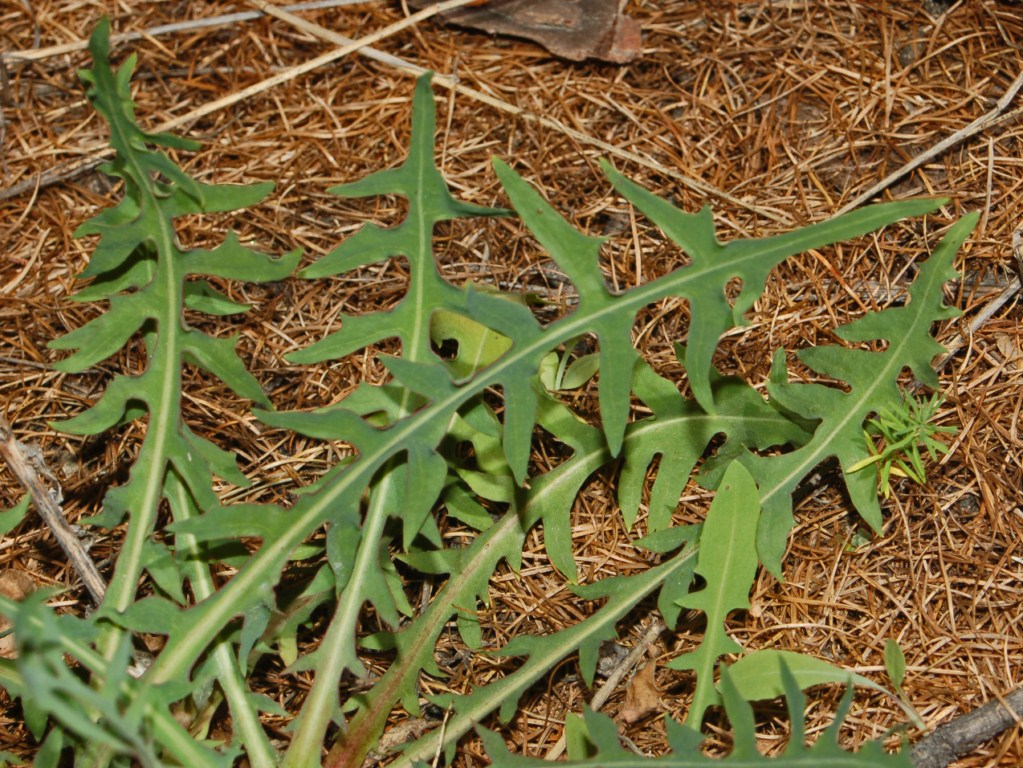
Le foglie

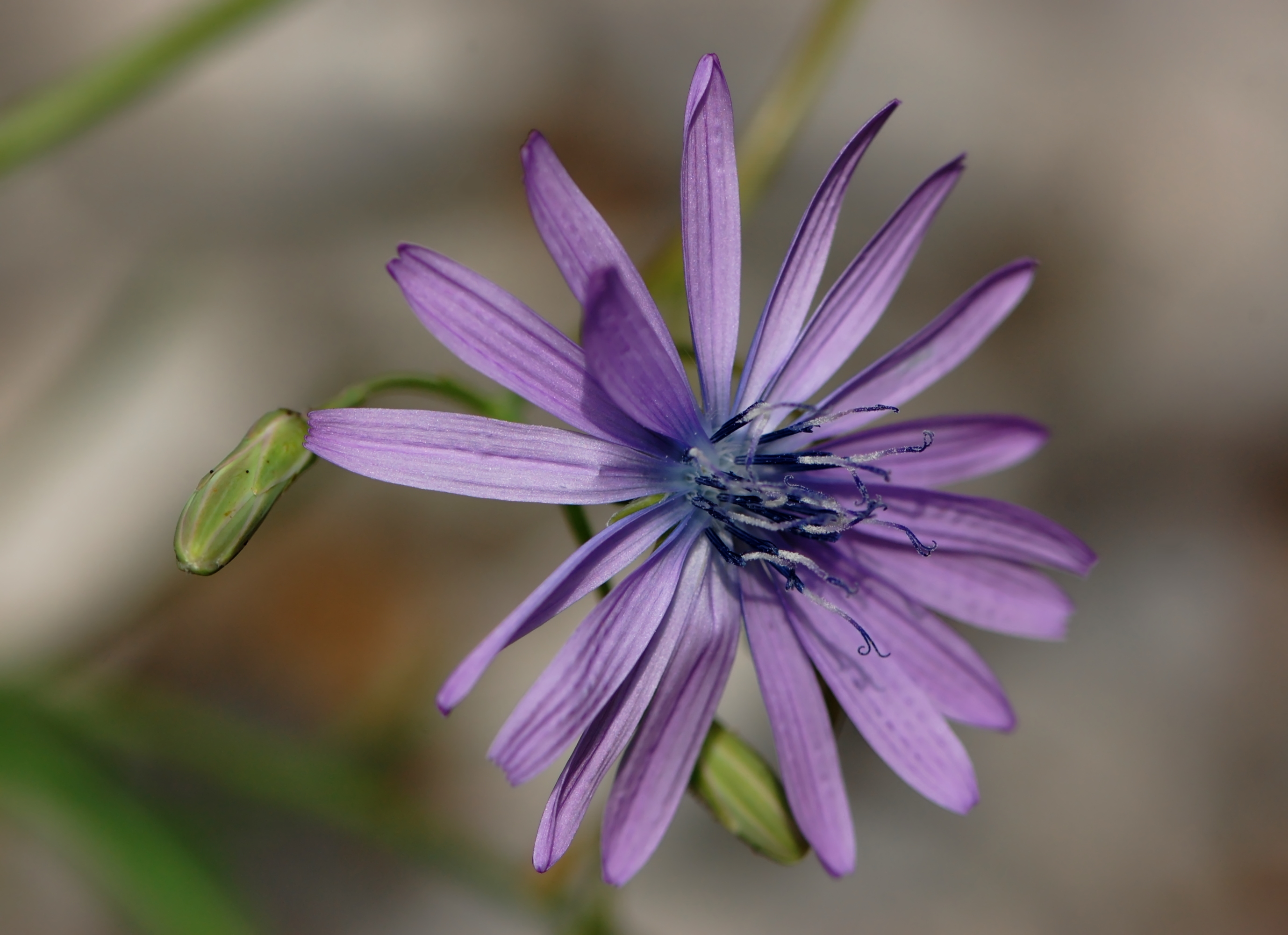
I fiori

Habitus. La forma biologica è emicriptofita scaposa (H scap), ossia sono piante erbacee, a ciclo biologico perenne, con gemme svernanti al livello del suolo e protette dalla lettiera o dalla neve e dotate di un asse fiorale eretto e spesso privo di foglie. In queste piante sono presenti dei succhi lattiginosi. Tutta la pianta è glabra e glauca.
Fusto. La parte aerea del fusto è ascendente ed eretta; i rami sono arcuati. La radice è cilindrica, grossa e carnosa di tipo tuberoso (semplice o ramificata). Queste piante possono arrivare fino ad una altezza compresa tra i 3 e 9 dm.
Foglie. Le foglie sono pennatosette (raramente possono essere non lobate) e si dividono in basali e cauline. Quelle basali forma una rosetta e sono picciolate. La parte centrale delle foglie (area indivisa) è larga 5 – 10 mm; le lacinie laterali hanno una forma lineare e possono essere pennate (o dentate) a loro volta. Quelle cauline sono progressivamente ridotte e subsessili. Lunghezza delle foglie basali: 30 cm. Lunghezza delle foglie cauline: 8 – 15 cm. Dimensione delle lacinie laterali: larghezza 1 – 4 mm; lunghezza 15 – 35 mm.
Infiorescenza. Le infiorescenze sono formate da numerosi capolini (da 12 a 20) su lunghi peduncoli in formazioni sciolte (o corimbose a pannocchia). I capolini sono formati da un involucro conico composto da brattee (o squame) disposte su 2 - 4 serie, all'interno delle quali un ricettacolo fa da base ai fiori tutti ligulati. Le squame hanno una forma ottusa, da triangolare-ovata a ovato-lanceolata quelle esterne, e lanceolate quelle più interne; possono essere arrossate e sono del tutto glabre. Lunghezza dei peduncoli: 2 – 8 cm. Diametro dei capolini: 3 – 4 cm. Dimensione dell'involucro: larghezza 5 – 6 mm; lunghezza 15 – 20 mm. Lunghezza delle brattee: 18 – 20 mm.
Fiori. I fiori sono tutti del tipo ligulato (il tipo tubuloso, i fiori del disco, presente nella maggioranza delle Asteraceae, qui è assente), sono tetra-ciclici (ossia sono presenti 4 verticilli: calice – corolla – androceo – gineceo) e pentameri (ogni verticillo ha 5 elementi). I fiori sono ermafroditi, fertili e zigomorfi.
- Formula fiorale:

*/x K {\displaystyle \infty }, [C (5), A (5)], G 2 (infero), achenio
- Calice: i sepali del calice sono ridotti ad una coroncina di squame.
- Corolla: le corolle sono formate da una ligula terminante con 5 denti; sono colorate di blu o lilla. Lunghezza delle ligule: 20 – 25 mm.
- Androceo: gli stami sono 5 con filamenti liberi, mentre le antere sono saldate in un manicotto (o tubo) circondante lo stilo.[15] Le antere alla base sono acute. Il polline è tricolporato.[16]
- Gineceo: lo stilo è filiforme con peli sul lato inferiore;  gli stigmi dello stilo sono due divergenti. L'ovario è infero uniloculare formato da 2 carpelli.
- Fioritura: da (maggio) giugno a luglio.

Frutti. I frutti sono degli acheni fusiforme-compressi (sono 1,5 volte più lunghi che larghi), con alcune coste longitudinali, colorati di grigio plumbeo e provvisti di becco lungo quasi come il corpo dell'achenio con pappo formato di setole bianche tutte uguali in lunghezza. Dimensione degli acheni: corpo 6 – 7 mm; becco 7 – 11 mm. Dimensione del pappo: 6 – 7 mm.

## Biologia
- Impollinazione: l'impollinazione avviene tramite insetti (impollinazione entomogama tramite farfalle diurne e notturne).
- Riproduzione: la fecondazione avviene fondamentalmente tramite l'impollinazione dei fiori (vedi sopra).
- Dispersione: i semi (gli acheni) cadendo a terra sono successivamente dispersi soprattutto da insetti tipo formiche (disseminazione mirmecoria). In questo tipo di piante avviene anche un altro tipo di dispersione: zoocoria. Infatti gli uncini delle brattee dell'involucro si agganciano ai peli degli animali di passaggio disperdendo così anche su lunghe distanze i semi della pianta.

## Distribuzione e habitat

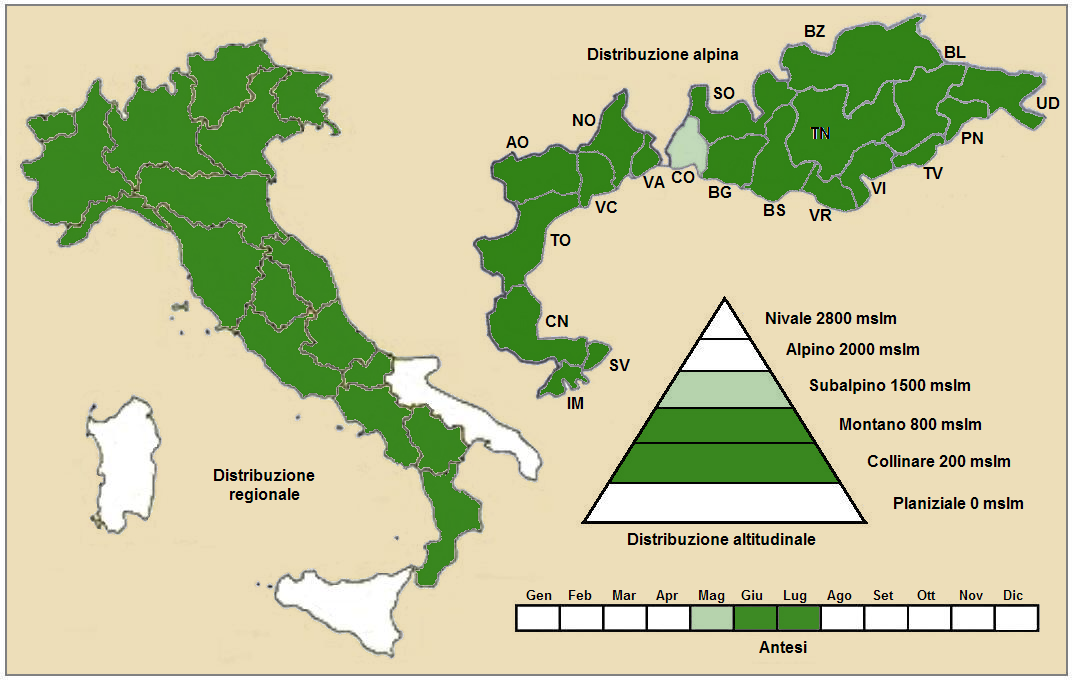
Distribuzione della pianta
(Distribuzione regionale – Distribuzione alpina)

- Geoelemento: il tipo corologico (area di origine) è Euri-Mediterraneo Occidentale.
- Distribuzione: in Italia questa specie è comune sul continente, ma assente nelle isole. Nelle Alpi si trova più facilmente nella parte occidentale; sugli altri rilievi europei si trova nei Vosgi, Massiccio del Giura, Massiccio Centrale, Pirenei, Monti Balcani e Carpazi.[18] Nel resto dell'Europa si trova più o meno ovunque.[2]
- Habitat: l'habitat tipico per questa pianta sono le rupi, le pietraie e i muri; ma anche le praterie rase rocciose. Il substrato preferito è sia calcareo che calcareo/siliceo con pH basico e bassi valori nutrizionali del terreno che deve essere arido.[18]
- Distribuzione altitudinale: sui rilievi queste piante si possono trovare da 100 fino a 1.500 m s.l.m. (raramente fino a 2.000 m s.l.m.); frequentano quindi i seguenti piani vegetazionali: collinareo, montano e in parte quello subalpino.

## Fitosociologia

### Areale alpino
Dal punto di vista fitosociologico alpino Lactuca perennis appartiene alla seguente comunità vegetale:
Formazione: comunità a emicriptofite e camefite delle praterie rase magre secche
Classe: Festuco-Brometea

### Areale italiano
Per l'areale completo italiano Lactuca perennis appartiene alla seguente comunità vegetale:
Macrotipologia: vegetazione erbacea sinantropica, ruderale e megaforbieti.
Classe: Artemisietea vulgaris Lohmeyer, Preising & Tüxen ex Von Rochow, 1951
Ordine: Agropyretalia intermedii-Repentis Oberdorfer, Müller & Görs in Müller & Görs, 1969
Alleanza: Convolvulo arvensis-Agropyrion repentis Görs, 1966
Descrizione. L'alleanza Convolvulo arvensis-Agropyrion repentis è relativa alle comunità a ciclo biologico perenne formate in maggioranza da graminacee di tipo semiruderale e mesofile. Le distribuzione di questa alleanza è eurasiatica (o eurosiberiana). In Italia è presente nei territori con bioclima temperato.
Specie presenti nell'associazione: Elytrigia repens, Inula conyza, Echium vulgare, Lactuca perennis, Anthemis tinctoria, Dactylis glomerata, Diplotaxis tenuifolia, Falcaria vulgaris, Picris hieracioides e Poa compressa.

## Tassonomia
La famiglia di appartenenza di questa voce (Asteraceae o Compositae, nomen conservandum) probabilmente originaria del Sud America, è la più numerosa del mondo vegetale, comprende oltre 23.000 specie distribuite su 1.535 generi, oppure 22.750 specie e 1.530 generi secondo altre fonti (una delle checklist più aggiornata elenca fino a 1.679 generi). La famiglia attualmente (2021) è divisa in 16 sottofamiglie.
Tradizionalmente, nell'ambito delle specie spontanee italiane, la lattuga rupestre appartiene alla sezione "Scariola" caratterizzata dall'involucro formato da 2 - 4 serie di squame disposte in modo embricato e da infiorescenze con 8 - 10 e più capolini (l'altra sezione si chiama "Mycelis" con l'involucro uniseriato e infiorescenze con al massimo 5 capolini) e sottosezione "Cyanicae" caratterizzata da fiori azzurri, porporini o bianchi (l'altra sottosezione si chiama "Xanthinae" con fiori gialli). Queste distinzioni sono usate soprattutto nell'orticoltura per riconoscere le varie specie e non hanno valore tassonomico.

### Filogenesi
Il genere di questa voce appartiene alla sottotribù Lactucinae della tribù Cichorieae (unica tribù della sottofamiglia Cichorioideae). In base ai dati filogenetici la sottofamiglia Cichorioideae è il terz'ultimo gruppo che si è separato dal nucleo delle Asteraceae (gli ultimi due sono Corymbioideae e Asteroideae). La sottotribù Lactucinae fa parte del "quarto" clade della tribù; in questo clade è in posizione "basale" vicina alla sottotribù Hyoseridinae.
La struttura filogenetica della sottotribù è ancora in fase di studio e completamento. Provvisoriamente è stata suddivisa in 10 lignaggi. Il genere di questa voce appartiene al "Lactuca lineage", e nell'ambito della sottotribù occupa una posizione politomica insieme ai lignaggi Melanoseris - Notoseris - Paraprenanthes (questa politomia rappresenta il "core" della sottotribù). Lactuca è uno degli ultimi gruppi che si è diversificato tra i 19 e 11 milioni di anni fa.
I caratteri distintivi per le specie di questo genere sono:
- il portamento delle specie è perenne rizomatoso;
- gli acheni hanno un visibile becco apicale (il becco è diverso per colori e superficie dal resto dell'achenio);
- gli acheni hanno 12 costole ineguali;
- gli acheni sono più o meno fortemente compressi con i margini delle costole spesso gonfiate.

La circoscrizione di questo genere è da considerarsi provvisoria e in futuro potrebbe subire delle riduzioni. Sono in corso di completamento alcuni studi morfologico-molecolari e filogenetici sulla sottotribù Lactucinae che dovrebbero chiarire sia la posizione del genere Lactuca all'interno della sottotribù che la sua struttura interna. Il "lignaggio Lactuca" è composto da nove cladi terminali ben supportati, che si raggruppano in tre cladi principali.  La specie di questa voce si trova in un clade interno caratterizzato da una distribuzione Mediterraneo orientale / Asia sud-occidentale e con una età di inizio radiazione di circa 7,4 - 6,9 milioni di anni fa.
I caratteri distintivi per la specie di questa voce sono:
- i fiori sono blu;
- le setole del pappo sono divise in due serie e sono tutte uguali in lunghezza;
- gli acheni hanno delle forme ellittiche (la larghezza massima è a metà altezza) e hanno il becco.

Il numero cromosomico delle specie di  L. perennis  è 2n = 18.

#### Sottospecie
Per questa specie sono riconosciute le seguenti sottospecie:
- Lactuca perennis subsp. perennis: (è la stirpe principale) la pianta di solito ha un solo rosone con un fusto alto 80 cm; le foglie delle rosette basali sono tutte lobate e pennate on il lobo terminale di forma e dimensioni simili ai lobi laterali.
- Lactuca perennis subsp. granatensis Charpin & Fern. Casas, 1981:  queste piante in genere sono alte fino a 20 cm; le foglie delle rosette basali in genere sono indivise con margine intero o sinuato-dentato; le foglie cauline sono indivise (o pennato-lobate con il lobo terminale a forma ovato-lanceolato e molto più grandi dei lobi laterali che hanno delle forme triangolari. Distribuzione: Spagna.

### Sinonimi
Questa entità ha avuto nel tempo diverse nomenclature. L'elenco seguente indica alcuni tra i sinonimi più frequenti:
- Cyanoseris perennis Schur
- Lactuca cichoriifolia  DC.
- Lactuca deggeleriana  Hegetschw.
- Lactuca sonchoides  Lapeyr.
- Scorzonera caerulea  Saut. ex Rchb.

### Specie simili
Le seguenti specie dello stesso genere (o generi simili), con distribuzione più o meno alpina, possono essere confuse con quella di questa voce (sono indicati alcuni caratteri utili a distinguere una specie dall'altra):
- Lactuca perennis L. - Lattuga rupestre: i fiori sono colorati di blu e gli acheni hanno delle forme ellittiche.
- Lactuca tenerrima Pourr. - Lattuga occidentale: i capolino sono piccoli con un diametro di 1 – 2 cm; l'achenio è allungato (3 volte più lungo che largo); si trova (ma raramente) nelle Alpi Occidentali.
- Cicerbita alpina (L.) A. Gray - Cicerbita violetta: l'infiorescenza è più copiosa con fusti rossicci e densamente ricoperti di grosse ghiandole stipitate (dotate di appendice pedicellare) purpuree.
- Lactuca plumieri (L.) Gren. & Godr. – Cicerbita di Plumier : è simile alla Cicerbita alpina, ma le foglie hanno lobi più profondamente divisi e i fiori sono di colore azzurro – pallido.
- Lactuca macrophylla (Willd.) A. Gray – Cicerbita maggiore: anche questa è simile alla Cicerbita alpina, ma le foglie inferiori hanno dei lobi laterali molto pronunciati; l'infiorescenza è più lassa e il rizoma è strisciante. Questa specie è originaria del Caucaso ed è molto rara (non si trova nelle Alpi).

## Usi

### Farmacia
Secondo la medicina popolare questa pianta ha le seguenti proprietà medicamentose:
- antispasmodica (attenua gli spasmi muscolari, e rilassa anche il sistema nervoso);
- digestiva;
- diuretica (facilita il rilascio dell'urina);
- sedativa (calma stati nervosi o dolorosi in eccesso).

### Cucina
Di questa pianta le parti commestibili sono le foglie cotte o crude. Se sono mangiate nell'insalata si devono raccogliere nel tardo inverno o in primavera, altrimenti sono amare.

## Altre notizie
La lattuga perenne in altre lingue è chiamata nei seguenti modi:
- (DE)  Ausdauernder-Lattich
- (FR)  Laitue vivace
- (EN)  Perennial Lettuce